# Roger Lee Hayden
Pour les articles homonymes, voir Hayden.
Roger Lee Hayden, né le 30 mai 1983 à Owensboro, est un pilote de vitesse moto américain, frère cadet du champion du monde MotoGP Nicky Hayden.

## Biographie

### AMA
Vice-champion en 2004 et 2005, Roger Lee Hayden a remporté le titre de champion AMA Supersport 600 le 16 septembre 2007.
Ce succès fut suivi par des blessures en 2008, à commencer par une fracture du bras en mars lors des qualifications disputées à Daytona. Le coup de grâce était pour le 19 avril, lorsqu'une violente chute subie avec Robertino Pietri pendant les qualifications de Barber lui procure trois fractures du bassin, trois fractures de vertèbres lombaires et l'amputation de l'auriculaire gauche.
Roger Lee Hayden n'est revenu à la compétition que lors de la troisième manche de la saison 2009 du championnat AMA, à Road Atlanta. cette saison fut toutefois bancale et le pilote américain se tournait avec espoir vers le Moto2 pour rebondir.
De retour en 2011, il court pour l'équipe du champion de basket-ball Michael Jordan, Michael Jordan Motorsports

### Mondial Superbike
Ses tentatives d'entrée en Moto2 échouèrent tard dans l'hiver et, en janvier 2010, Roger Lee Hayden fut annoncé en partance pour le championnat du monde de Superbike grâce au Team Pedercini. Sa Kawasaki ZX-10R n'était toutefois qu'un faible bolide et sa saison fut décevante.

### Grands Prix
Roger Lee Hayden a fait ses débuts en MotoGP en juillet 2007, en obtenant une wild-card pour disputer le Grand Prix des États-Unis avec Kawasaki. Au guidon d'une Ninja ZX-RR, il a obtenu la dixième place finale sur le circuit de Laguna Seca.
En juillet 2010, une nouvelle chance lui fut donnée de s'aligner sur la grille du MotoGP, lorsque le team LCR fit appel à lui pour remplacer Randy de Puniet, blessé, lors du Grand Prix d'Allemagne au Sachsenring. Cette nouvelle apparition se solda par la onzième position.
Quelques semaines plus tard, le pilote américain dispute le Grand Prix d'Indianapolis en catégorie Moto2 sur une Moriwaki et au sein d'un team géré par le champion du monde 1994 Kevin Schwantz. L'attente est forte, mais la belle aventure s'arrête dans un accident au départ du Grand Prix.

## Statistiques de sa carrière

### AMA Pro Racing

#### Supersport
| Saison | Constructeur | 1      | 2     | 3     | 4     | 5     | 6     | 7     | 8       | 9       | 10     | 11    | Pos | Pts |
| ------ | ------------ | ------ | ----- | ----- | ----- | ----- | ----- | ----- | ------- | ------- | ------ | ----- | --- | --- |
| 2004   | Kawasaki     | DAY 2  | FON 3 | INF 6 | BAR 1 | PPK 4 | RAM 5 | BRD 2 | LAG 1   | M-O 1   | RAT 1  | VIR 4 | 2e  | 343 |
| 2005   | Kawasaki     | DAY 21 | BAR 3 | FON 3 | INF 4 | PPK 1 | RAM 2 | LAG 2 | M-O 1   | VIR 1   | RAT 1  |       | 2e  | 308 |
| 2006   | Kawasaki     | DAY 1  | BAR 1 | FON   | INF   | RAM 4 | MIL 2 | LAG 2 | M-O 2   | VIR Ret | RAT 28 | M-O 1 | 5e  | 237 |
| 2007   | Kawasaki     | DAY 1  | BAR 5 | FON 3 | INF 3 | RAM 3 | MIL 5 | LAG 1 | M-O NC  | VIR 4   | RAT 3  | LAG 3 | 1er | 271 |
| 2008   | Kawasaki     | DAY 3  | BAR   | FON   | INF   | MIL   | RAM   | LAG   | M-O Ret | VIR 14  | RAT    | LAG   | 29e | 46  |

#### Superstock
| Saison | Constructeur | 1      | 2     | 3      | 4     | 5     | 6     | 7     | 8     | 9     | 10    | 11      | Pos | Pts |
| ------ | ------------ | ------ | ----- | ------ | ----- | ----- | ----- | ----- | ----- | ----- | ----- | ------- | --- | --- |
| 2004   | Kawasaki     | DAY 5  | FON 6 | INF 11 | BAR 3 | PPK 3 | RAM 6 | BRD 5 | LAG 2 | M-O 3 | RAT 4 | VIR Ret | 6e  | 268 |
| 2005   | Kawasaki     | DAY 11 | BAR 8 | FON 31 | INF 7 | PPK 7 | RAM 4 | LAG 3 | M-O 5 | VIR 2 | RAT 1 |         | 4e  | 241 |

#### Superbike
| Saison | Constructeur | 1       | 2      | 2      | 3     | 3     | 4     | 4      | 5     | 5       | 6     | 6     | 7      | 8     | 8       | 9     | 9       | 10     | 10    | 11      | Pts | Pos |
| Saison | Constructeur | 1       | R1     | R2     | R1    | R2    | R1    | R2     | R1    | R2      | R1    | R2    | 7      | R1    | R2      | R1    | R2      | R1     | R2    | 11      | Pts | Pos |
| ------ | ------------ | ------- | ------ | ------ | ----- | ----- | ----- | ------ | ----- | ------- | ----- | ----- | ------ | ----- | ------- | ----- | ------- | ------ | ----- | ------- | --- | --- |
| 2006   | Kawasaki     | DAY 22  | BAR 14 | BAR 25 | FON   | FON   | INF   | INF    | RAM   | RAM     | MIL   | MIL   | LAG 11 | M-O 8 | M-O 8   | VIR 9 | VIR 7   | RAT 22 | RAT 6 | M-O Ret | 17e | 178 |
| 2007   | Kawasaki     | DAY Ret | BAR 11 | BAR 9  | FON 8 | FON 7 | INF 6 | INF 25 | RAM 7 | RAM Ret | MIL 4 | MIL 5 | LAG    | M-O 5 | M-O 8   | VIR 5 | VIR 10  | RAT 6  | RAT 5 | LAG 5   | 8e  | 344 |
| 2008   | Kawasaki     | DAY 8   | BAR    | BAR    | FON   | FON   | INF   | INF    | MIL   | MIL     | RAM   | RAM   | LAG 6  | M-O 6 | M-O Ret | VIR 7 | VIR DNS | RAT    | RAT   | LAG     | 22e | 97  |

#### Daytona Sportbike
| Saison | Constructeur | 1   | 2   | 2   | 3     | 3      | 4      | 4      | 5     | 5      | 6     | 6      | 7      | 8      | 8     | 9     | 9     | 10     | 10    | 11    | 11   | Pts | Pos |
| Saison | Constructeur | 1   | R1  | R2  | R1    | R2     | R1     | R2     | R1    | R2     | R1    | R2     | 7      | R1     | R2    | R1    | R2    | R1     | R2    | R1    | R2   | Pts | Pos |
| ------ | ------------ | --- | --- | --- | ----- | ------ | ------ | ------ | ----- | ------ | ----- | ------ | ------ | ------ | ----- | ----- | ----- | ------ | ----- | ----- | ---- | --- | --- |
| 2009   | Kawasaki     | DAY | FON | FON | RAT 2 | RAT 31 | BAR 14 | BAR 37 | INF 9 | INF 40 | RAM 2 | RAM 11 | LAG 38 | M-O 40 | M-O 5 | HRT 9 | HRT 7 | VIR 10 | VIR 5 | NJ 38 | NJ 6 | 12e | 164 |

### Grands Prix
| Année | Catégorie | Moto     | 1   | 2   | 3   | 4   | 5   | 6   | 7   | 8   | 9      | 10  | 11     | 12  | 13  | 14  | 15  | 16  | 17  | 18  | Pos | Pts |
| ----- | --------- | -------- | --- | --- | --- | --- | --- | --- | --- | --- | ------ | --- | ------ | --- | --- | --- | --- | --- | --- | --- | --- | --- |
| 2007  | MotoGP    | Kawasaki | QAT | SPA | TUR | CHN | FRA | ITA | CAT | GBR | NED    | GER | USA 10 | CZE | RSM | POR | JPN | AUS | MAL | VAL | 20e | 6   |
| 2010  | MotoGP    | Honda    | QAT | SPA | FRA | ITA | GBR | NED | CAT | GER | USA 11 | CZE | IND    | SMR | ARA | JPN | MAL | AUS | POR | VAL | 19e | 5   |
| 2010  | Moto2     | Moriwaki | QAT | SPA | FRA | ITA | GBR | NED | CAT | GER | USA    | CZE | IND 17 | SMR | ARA | JPN | MAL | AUS | POR | VAL | NC  | 0   |

### Mondial Superbike
| Année | Constructeur | 1      | 1      | 2      | 2      | 3      | 3      | 4      | 4      | 5      | 5      | 6       | 6      | 7      | 7       | 8      | 8      | 9      | 9      | 10      | 10     | 11     | 11     | 12      | 12      | 13      | 13      | Pos | Pts |
| Année | Constructeur | R1     | R2     | R1     | R2     | R1     | R2     | R1     | R2     | R1     | R2     | R1      | R2     | R1     | R2      | R1     | R2     | R1     | R2     | R1      | R2     | R1     | R2     | R1      | R2      | R1      | R2      | Pos | Pts |
| ----- | ------------ | ------ | ------ | ------ | ------ | ------ | ------ | ------ | ------ | ------ | ------ | ------- | ------ | ------ | ------- | ------ | ------ | ------ | ------ | ------- | ------ | ------ | ------ | ------- | ------- | ------- | ------- | --- | --- |
| 2010  | Kawasaki     | AUS 18 | AUS 18 | POR 18 | POR 17 | SPA 16 | SPA 19 | NED 19 | NED 16 | ITA 19 | ITA 14 | RSA Ret | RSA 19 | USA 16 | USA Ret | SMR 17 | SMR 18 | CZE 14 | CZE 13 | GBR Ret | GBR 17 | GER 13 | GER 16 | ITA Ret | ITA Ret | FRA Ret | FRA Ret | 19e | 10  |